# خوخ موریت (گاوی-آلتای)
خوخ موریت (به لاتین: Khökh morit) یک منطقهٔ مسکونی در مغولستان است که در استان گاوی-آلتای واقع شده‌است. خوخ موریت ۶٬۳۱۴ کیلومتر مربع مساحت دارد.